# Liste der Weltmeister im Rudern/Pararudern
Diese Liste ist Teil der Liste der Weltmeister im Rudern. Sie führt sämtliche Medaillengewinner und Medaillengewinnerinnen der Wettkampfklassen im Pararudern bei Ruder-Weltmeisterschaften auf. Gegliedert ist sie nach aktuellen und nicht mehr ausgetragenen Wettkampfklassen.

## Aktuelle Wettbewerbe

### PR1-Einer der Männer (ehemals AS-Einer)
| Jahr | Gold                             | Silber                              | Bronze                              |
| ---- | -------------------------------- | ----------------------------------- | ----------------------------------- |
| 2003 | Australien Peter Taylor          | Vereinigtes Königreich Rob Holliday | Vereinigte Staaten Dale Doornek     |
| 2005 | Australien Dominic Monypenny     | Italien Marco Re Calegari           | Vereinigte Staaten Ronald Harvey    |
| 2006 | Australien Dominic Monypenny     | Vereinigte Staaten Ronald Harvey    | Vereinigtes Königreich Shaun Sewell |
| 2007 | Vereinigtes Königreich Tom Aggar | Australien Dominic Monypenny        | Israel Eli Nawi                     |
| 2009 | Vereinigtes Königreich Tom Aggar | Ukraine Andrej Krywtschun           | Australien Benjamin Houlison        |
| 2010 | Vereinigtes Königreich Tom Aggar | Ukraine Andrej Krywtschun           | Neuseeland Daniel McBride           |
| 2011 | Vereinigtes Königreich Tom Aggar | Russland Alexei Tschuwaschew        | Australien Erik Horrie              |
| 2013 | Australien Erik Horrie           | Ukraine Igor Bondar                 | Russland Alexei Tschuwaschew        |
| 2014 | Australien Erik Horrie           | Vereinigtes Königreich Tom Aggar    | Russland Alexei Tschuwaschew        |
| 2015 | Australien Erik Horrie           | Vereinigtes Königreich Tom Aggar    | Ukraine Igor Bondar                 |
| 2017 | Australien Erik Horrie           | Ukraine Roman Poljanskyj            | Russland Alexei Tschuwaschew        |

### PR1-Einer der Frauen (ehemals AS-Einer)
| Jahr | Gold                                    | Silber                               | Bronze                            |
| ---- | --------------------------------------- | ------------------------------------ | --------------------------------- |
| 2006 | Vereinigtes Königreich Helene Raynsford | Vereinigte Staaten Patricia Rollison | Polen Martyna Snopek              |
| 2007 | Brasilien Claudia Santos                | Belarus Ljudmila Wautschok           | Polen Martyna Snopek              |
| 2009 | Ukraine Alla Lysenko                    | Frankreich Nathalie Benoit           | Belarus Ljudmila Wautschok        |
| 2010 | Frankreich Nathalie Benoit              | Brasilien Claudia Santos             | Portugal Filomena Franco          |
| 2011 | Ukraine Alla Lysenko                    | Frankreich Nathalie Benoit           | Israel Moran Samuel               |
| 2013 | Russland Natalja Bolschakowa            | Norwegen Birgit Skarstein            | Brasilien Claudia Santos          |
| 2014 | Norwegen Birgit Skarstein               | Israel Moran Samuel                  | Belarus Ljudmila Wautschok        |
| 2015 | Israel Moran Samuel                     | Vereinigtes Königreich Rachel Morris | Norwegen Birgit Skarstein         |
| 2017 | Norwegen Birgit Skarstein               | Israel Moran Samuel                  | Deutschland Sylvia Pille-Steppart |

### PR2-Doppelzweier, mixed (ehemals TA-Doppelzweier)
| Jahr | Gold                                            | Silber                                                 | Bronze                                                  |
| ---- | ----------------------------------------------- | ------------------------------------------------------ | ------------------------------------------------------- |
| 2003 | Vereinigte Staaten Scott Brown Angela Madsen    | Italien Agnese Moro Enio Billiato                      | nur zwei Mannschaften angetreten                        |
| 2005 | Vereinigte Staaten Angela Madsen Scott Brown    | Italien Enio Billiato Valeria Corazzin                 | Frankreich Christophe Somme Marie-Pierre Baskevitch Six |
| 2006 | Vereinigte Staaten Scott Brown Angela Madsen    | Polen Jolanta Pawlak Piotr Majka                       | Kanada Caitlin Renneson Wilfredo More Wilson            |
| 2007 | Brasilien Lucas Pagani Josiane Lima             | Australien John Maclean Kathryn Ross                   | Polen Piotr Majka Jolanta Pawlak                        |
| 2009 | Ukraine Dmytro Ivanov Iryna Kyrytschenko        | Brasilien Elton Santana Josiane Lima                   | Polen Jolanta Pawlak Piotr Majka                        |
| 2010 | Ukraine Dmytro Ivanov Iryna Kyrytschenko        | Frankreich Stéphane Tardieu Perle Bouge                | Australien Grant Bailey Kathryn Ross                    |
| 2011 | Volksrepublik China Lou Xiaoxian Fei Tianming   | Frankreich Perle Bouge Stéphane Tardieu                | Australien John Maclean Kathryn Ross                    |
| 2013 | Australien Gavin Bellis Kathryn Ross            | Frankreich Perle Bouge Stéphane Tardieu                | Ukraine Iryna Kyrytschenko Dmytro Ivanov                |
| 2014 | Australien Gavin Bellis Kathryn Ross            | Frankreich Perle Bouge Stéphane Tardieu                | Brasilien Josiane Lima Michel Gomes Pessanha            |
| 2015 | Australien Gavin Bellis Kathryn Ross            | Vereinigtes Königreich Laurence Whiteley Lauren Rowles | Frankreich Perle Bouge Stéphane Tardieu                 |
| 2017 | Niederlande Annika van der Meer Corne de Koning | Ukraine Jaroslaw Kojuda Iryna Kyrytschenko             | Polen Michal Gadowski Jolanta Majka                     |

### PR3-Doppelzweier, mixed (ehemals LTA-Doppelzweier)
| Jahr | Gold                                                          | Silber                                                        | Bronze                                                        |
| ---- | ------------------------------------------------------------- | ------------------------------------------------------------- | ------------------------------------------------------------- |
| 2013 | Ukraine Kateryna Morosowa Dmytro Aleksieiev                   | Deutschland Anke Molkenthin Marcus Klemp                      | Vereinigte Staaten Paul Hurley Natalie McCarthy               |
| 2014 | Ukraine Kateryna Morosowa Dmytro Aleksieiev                   | Australien Jeremy McGrath Kathleen Murdoch                    | Frankreich Guylaine Marchand Antoine Jesel                    |
| 2015 | nur eine Mannschaft aus den USA gemeldet, kein Titel vergeben | nur eine Mannschaft aus den USA gemeldet, kein Titel vergeben | nur eine Mannschaft aus den USA gemeldet, kein Titel vergeben |
| 2016 | Frankreich Guylaine Marchand Fabien Saint-Lannes              | Österreich Johanna Beyer Rainer Putz                          | Russland Walentina Schagot Jewgeni Borisow                    |
| 2017 | Brasilien Diana Barcelos de Oliveira Jairo Klug               | Frankreich Antoine Jesel Guylaine Marchand                    | Deutschland Jessica Dietz Valentin Luz                        |

### PR3-Vierer mit Steuermann, mixed (ehemals LTA-Vierer)
| Jahr | Gold | Silber                                                                                                   | Bronze                                                                                          |
| ---- | --- | --- | ----------------------------------------------------------------------------------------------- |
| 2005 | Vereinigtes Königreich Alastair McKean Naomi Riches Katie-George Dunlevy Alan Crowther Loretta Williams (Stf.) | Portugal Monica Campizes Ferreira José Pereira Bruno Indio Sonia Costa Isabel Jesus (Stf.)               | Niederlande Marianna Huijben Joleen Hakker Martin Lauriks Paul de Jong Tonia Harmsen (Stf.)     |
| 2006 | Vereinigtes Königreich Naomi Riches Vicki Hansford Alastair McKean Alan Crowther Alan Sherman (Stm.)           | Niederlande Joleen Hakker Trees Blankennagel Paul de Jong Martin Lauriks Tonia Harmsen (Stf.)            | Kanada Anthony Theriault Karen van Nest Meghan Montgomery John Moorcroft Emma Ferguson (Stf.)   |
| 2007 | Deutschland Kathrin Wolff Marcus Klemp Michael Sauer Susanne Lackner Arne Maury (Stm.)                         | Vereinigtes Königreich Vicki Hansford Alan Crowther Alastair McKean Naomi Riches Alan Sherman (Stm.)     | Kanada Anthony Theriault Scott Rand Meghan Montgomery Victoria Nolan Laura Comeau (Stm)         |
| 2009 | Hongkong Lam King Shan Pui Man Chu Tung Chun Szeto Kwok Man Tsui Ying Chun Chu (Stm.)                          | Italien Giorgia Indelicato Carlo Dal Verme Francesco Borsani Elisabetta Tieghi Mahila Di Battista (Stm.) | nur zwei Mannschaften angetreten                                                                |
| 2010 | Kanada Anthony Theriault Meghan Montgomery Victoria Nolan David Blair Laura Comeau (Stf.)                      | Vereinigtes Königreich Kelsie Gibson Ryan Chamberlain James Roe Katherine Jones Rhiannon Jones (Stf.)    | Deutschland Christiane Quirin Michael Schulz Martin Lossau Anke Molkenthin Katrin Splitt (Stf.) |
| 2011 | Vereinigtes Königreich Pamela Relph Naomi Riches David Smith James Roe Lily van den Broecke (Stf.)             | Kanada Anthony Theriault David Blair Victoria Nolan Meghan Montgomery Laura Comeau (Stf.)                | Deutschland Anke Molkenthin Christiane Quirin Martin Lossau Michael Schulz Katrin Splitt (Stf.) |
| 2013 | Vereinigtes Königreich Pamela Relph Naomi Riches Oliver Hester James Fox Oliver James (Stm.)                   | Italien Paola Protopapa Lucilla Aglioti Tommaso Schettino Omar Airolo Giuseppe Di Capua (Stm.)           | Südafrika Shannon Murray Lucy Perold Dieter Rosslee Gavin Kilpatrick Willie Morgan (Stm.)       |
| 2014 | Vereinigtes Königreich Grace Clough Pamela Relph Daniel Brown James Fox Oliver James (Stm.)                    | Vereinigte Staaten Jaclyn Smith Richard Vandegrift Zachary Burns Danielle Hansen Jennifer Sichel (Stm.)  | Italien Lucilla Aglioti Valentina Grassi Tommaso Schettino Omar Airolo Giuseppe Di Capua (Stm.) |
| 2015 | Vereinigtes Königreich Grace Clough Daniel Brown Pamela Relph James Fox Oliver James (Stm.)                    | Vereinigte Staaten Jaclyn Smith Danielle Hansen Zachary Burns Richard Vandegrift Jennifer Sichel (Stf.)  | Kanada Victoria Nolan Veronique Boucher Curtis Halladay Andrew Todd Kristen Kit (Stf.)          |
| 2017 | Vereinigtes Königreich Grace Clough Giedre Rakauskaite Oliver Stanhope James Fox Anna Corderoy (Stf.)          | Vereinigte Staaten Jaclyn Smith Michael Varro Zachary Burns Danielle Hansen Jennifer Sichel (Stf.)       | Italien Lucilla Aglioti Tommaso Schettino Luca Agoletto Paola Protopapa Gaetano Iannuzzi (Stm.) |

## Nicht mehr ausgetragene Wettbewerbe

### TA-Einer der Männer
| Jahr | Gold                           | Silber                           | Bronze                  |
| ---- | ------------------------------ | -------------------------------- | ----------------------- |
| 2002 | Vereinigte Staaten Scott Brown | Vereinigte Staaten Angela Madsen | Australien Peter Taylor |

### LTA-Doppelvierer mit Steuermann (Männer)
| Jahr | Gold | Silber                                                                               | Bronze |
| ---- | --- | ------------------------------------------------------------------------------------ | --- |
| 2003 | Vereinigtes Königreich Paul Askam-Spencer Alan Crowther Mathew Harrison Hugh Huddy Loretta Williams (Stf.) | Deutschland Silke Tampe Philipp Torwesten Bernd Fromm Marcus Klemp Arne Maury (Stm.) | Griechenland Antonis Axagororaris Lampros Giouroukis Konstantinos Monachos Athanasios Kitromilidis George-Christos Polakis (Stm.) |

### LTA-Doppelvierer mit Steuermann (Mixed)
| Jahr | Gold                                                                                          | Silber                                                                                                   | Bronze                                                                                     |
| ---- | --------------------------------------------------------------------------------------------- | --- | ------------------------------------------------------------------------------------------ |
| 2003 | Australien Jennifer Emerson Julia Veness-Collins Gene Barrett Ben Felten Susie Edwards (Stf.) | Niederlande Catharina Bijl Marianna Huijben Paul de Jong Martin Lauriks Helen op den Velde-Berger (Stf.) | Portugal Bruno Indio José Pereira Sonia Costa Monica Campizes Ferreira Isabel Jesus (Stf.) |

### LTA-Vierer mit Steuermann (Männer)
| Jahr | Gold                                                                                 | Silber                                                                                                | Bronze                                                                                     |
| ---- | ------------------------------------------------------------------------------------ | --- | ------------------------------------------------------------------------------------------ |
| 2002 | Australien Ben Vines Brett Horten Bernard Pelten Glenn Blackley Susie Edwards (Stf.) | Spanien Ramon Martin Marcos Vega Verona Juan Pedro Fiz Alfonso Galiano Martinez Javier Maestre (Stm.) | Vereinigte Staaten Aerial Gilbert Jean Longchamps Dwayne Adams Tracy Lee Lisa Boron (Stf.) |

### LTA-ID Vierer mit Steuermann (Mixed)
| Jahr | Gold                                                                                           | Silber                                                                                             | Bronze                                                                                             |
| ---- | ---------------------------------------------------------------------------------------------- | -------------------------------------------------------------------------------------------------- | -------------------------------------------------------------------------------------------------- |
| 2009 | Vereinigtes Königreich Vicki Hansford James Roe David Smith Naomi Riches Rhiannon Jones (Stm.) | Italien Paola Protopapa Luca Agoletto Andrea Bozzato Graziana Saccocci Alessandro Franzetti (Stm.) | Deutschland Marcus Klemp Martin Lossau Susanne Lackner Anke Molkenthin Arne Maury (Stm.)           |
| 2010 | Hongkong Liu Wang Sin Lam King Shan Szeto Tung Chun Tsui Kwok Man Lee Yuen Wah (Stf.)          | Italien Giorgia Indelicato Elisabetta Tieghi Francesco Borsani Matteo Brunengo Andrea Lenzi (Stm.) | Russland Julija Schdanowa Olga Orlowa Boris Maximow Gennadi Michailow Irina Kostjuchina (Stf.)     |
| 2011 | Hongkong Liu Wang Sin Lam King Shan Szeto Tung Chun Tsui Kwok Man Chan Tsz Wai (Stf.)          | Deutschland Clara von der Grün Paula Hamann Fabian Neitzel Maximilian Kunze Florian Schäfer (Stm.) | Italien Giorgia Indelicato Elisabetta Tieghi Luca Varesano Francesco Borsani Federico Zoppi (Stm.) |